# Clavularia rudis
Clavularia rudis is een zachte koraalsoort uit de familie Clavulariidae. De koraalsoort komt uit het geslacht Clavularia. Clavularia rudis werd in 1922 voor het eerst wetenschappelijk beschreven door Verrill. 